# Copper Falls State Park

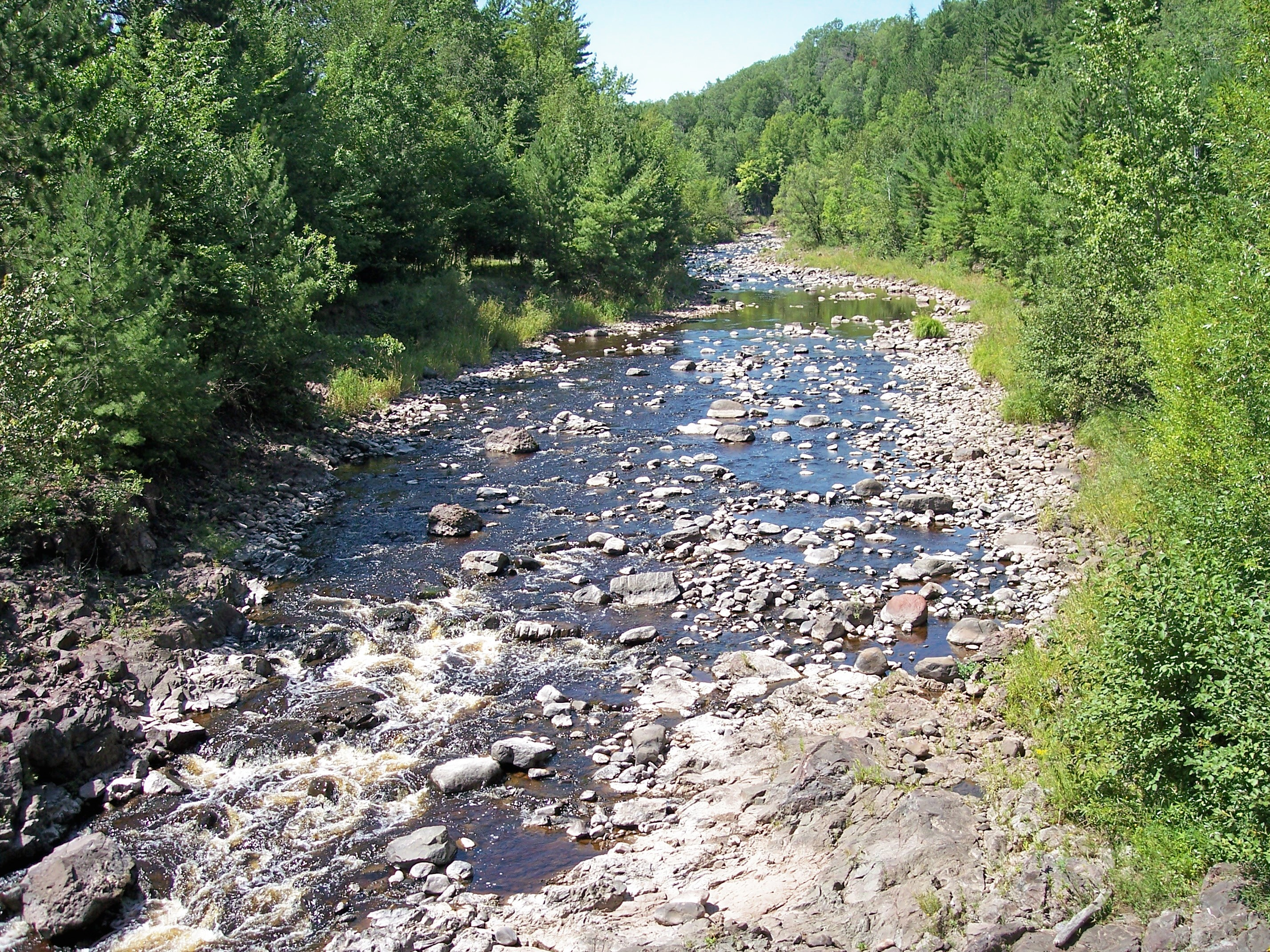
Bad River im Copper Falls State Park, im Jahr 2006

Der Copper Falls State Park ist ein 12,4 km² großer State Park. Er liegt etwa 3 km nordöstlich von Mellen im Ashland County des US-Bundesstaates Wisconsin und ist über den Wisconsin Highway 169 erreichbar. Im Masterplan des Jahres 1975 wurden für den Park jährliche Besucherzahlen von 208.000 Personen angeführt.
Der State Park wurde 1929 gegründet. Der größte Anteil der Infrastruktur wurde vom Civilian Conservation Corps und der Works Projects Administration in den 1930er Jahren errichtet, darunter das Wegenetz, Brücken, Hütten und überdachte Picknickplätze. Ein Hochwasser verursachte 1946 größere Schäden, zwei Hängebrücken und ein Badestrand samt Badehaus wurden zerstört. Neben einem Rundwanderweg durch das Erholungsgebiet quert auch der North Country National Scenic Trail von North Dakota nach New York das Gelände. Die Wege können je nach Jahreszeit auch mit Fahrrad oder Ski und Snowmobil befahren werden.
Der Park wird vom Bad River und den Tyler Forks durchflossen, die dabei Stromschnellen und Wasserfälle wie die 9 m hohen Brownstone Falls und die 6 m hohen Copper Falls bilden. Dabei wurden im Laufe der Jahrtausende durch die Erosion der Wildwasser mehrere geologische Schichten in den Schluchten freigelegt, darunter Sandstein, Lava, Granit und alte Sedimentböden längst vergangener Meere.